# Cache-cou

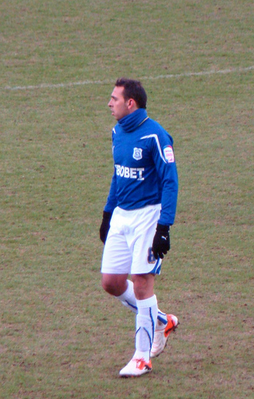
Cache-cou porté par le joueur Chorpa.

Un cache-cou ou cache-col aussi appelé tour de cou est un vêtement en forme de tube porté autour du cou qui protège contre le froid et le vent. Ils ont connu une popularité chez les pratiquants de sports par temps froid (skieurs) et une renommée parmi les footballeurs de haut niveau, mais ont finalement été jugés dangereux sur le terrain et interdits par certaines autorités de football (première division britannique, IFAB). Vu le style simple du cache-cou, il est possible de le porter d'autres manières, notamment à l'instar d'un passe-montagne. Il peut également être utilisé lors de manifestation accompagné d'un bonnet afin de dissimuler un visage.